# London Overground
| London Overground | London Overground |
| ----------------- | ----------------- |
| Eröffnung:        | 11. November 2007 |
| Spurweite:        | 1435 mm           |
| Streckenlänge:    | 167 km            |
| Linien:           | 6                 |
| Passagiere:       | 189.000.000       |

London Overground ist die Bezeichnung für ein S-Bahn-ähnliches Nahverkehrssystem in der britischen Hauptstadt London, das seit dem 11. November 2007 in Betrieb ist. Betreibergesellschaft ist Arriva Rail London, die im Auftrag der Dachorganisation Transport for London (TfL) den Personenverkehr auf sechs Linien durchführt. Das Netz umfasst Linien, die von den Bahngesellschaften Silverlink und Abellio Greater Anglia übernommen wurden, sowie eine ehemalige U-Bahn-Linie.
Das Streckennetz umfasst hauptsächlich Bahnstrecken, die das Stadtzentrum von London ringförmig umfahren. Insgesamt führen die Overground-Strecken durch 21 Stadtbezirke und Süd-Hertfordshire. Der größte Teil befindet sich in der Travelcard-Tarifzone 2. Wie der Name andeutet, sind die Strecken fast gänzlich oberirdisch (englisch over ground). Ein Abschnitt der East London Line verläuft jedoch in einem überdeckten Einschnitt und durch den Thames Tunnel, den weltweit ältesten einen Fluss unterquerenden Bahntunnel.
London Overground ist nicht das alleinige S-Bahn-System Londons, mit der Elizabeth Line, Thameslink sowie weiteren nur lose als System erfassbaren Bahnstrecken im Süden Londons gibt es weitere S-Bahn-ähnliche Verkehre.

## Geschichte

### Planung

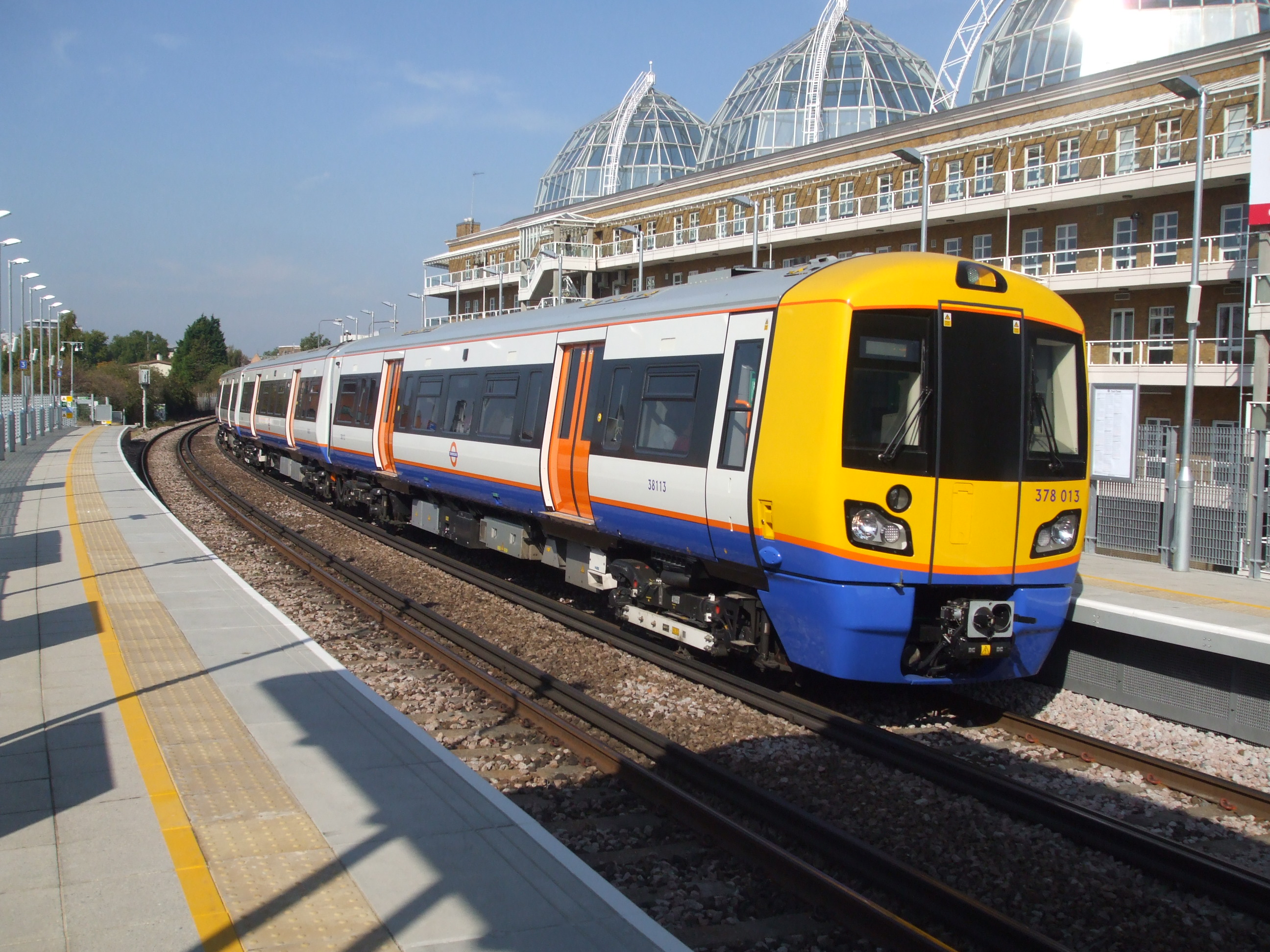
Overground-Zug im Bahnhof Imperial Wharf (2009)

Der Schienenpersonenverkehr wird in Großbritannien von zahlreichen Eisenbahnverkehrsunternehmen durchgeführt, die eine oder mehrere Franchisen erwerben, die als National Rail gemeinsam vermarktet werden. Die von TfL betriebene London Underground ist nicht Teil dieses Systems. 2003 gab es einen ersten Versuch, den Schienenverkehr von National Rail in London unter einer Dachmarke zu vereinen. TfL führte die Marke Overground Network ein, mit einheitlichen Informationsanzeigen, Bahnhofsbeschriftungen und Netzplänen auf ausgewählten Strecken im Süden Londons. Obwohl dieser Pilotversuch nur das Branding betraf, war dies das erste Mal, dass TfL einen sichtbaren Einfluss auf Angebote von National Rail in London ausübte.
2004 kündigte das Verkehrsministerium eine Überprüfung des britischen Eisenbahnwesens an. Als Teil dieser Überprüfung schlug TfL die Schaffung einer Londoner Regionalbahnbehörde (London Regional Rail Authority) vor, mit der TfL Weisungsbefugnisse über den Eisenbahnverkehr in und um Greater London erhalten sollte. Nach zweijährigen Verhandlungen gab Verkehrsminister Alistair Darling am 20. Februar 2006 bekannt, dass TfL das Franchise von Silverlink Metro übernehmen werde. Am 5. September 2006 präsentierte TfL den neuen Markennamen „London Overground“ und bestätigte gleichzeitig, dass die zu verlängernde East London Line in das neue Konzept miteinbezogen wird.

### Umsetzung

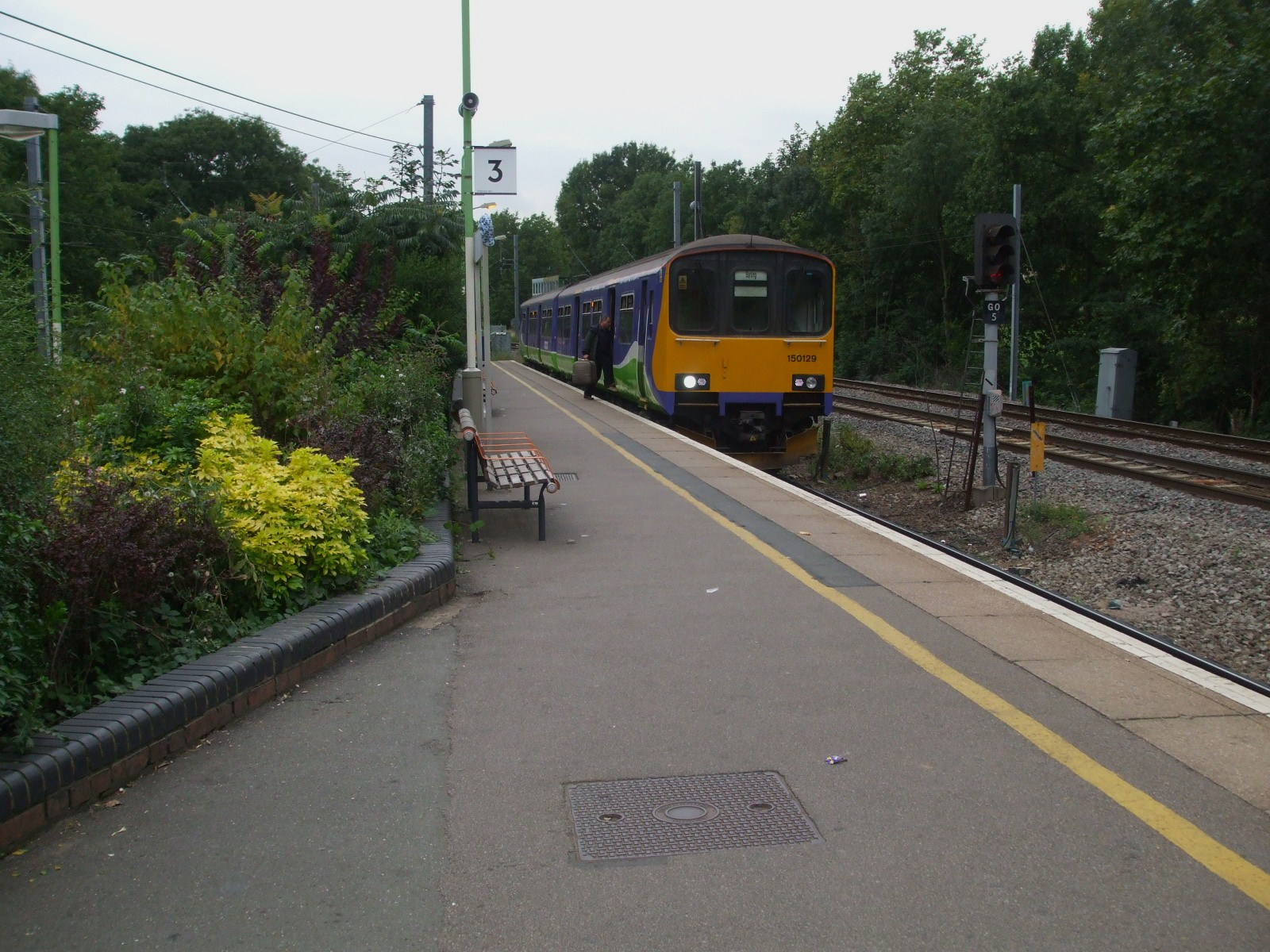
Overground-Zug im Bahnhof Gospel Oak (2008)

Das Franchise ging am 11. November 2007 in den Besitz von TfL über. Am darauf folgenden Tag fand am Bahnhof Hampstead Heath die offizielle Übergabezeremonie im Beisein von Bürgermeister Ken Livingstone statt. Begleitet wurde die Übergabe durch eine Marketingkampagne. TfL begann daraufhin, das Angebot markant zu verbessern. Dazu gehörten die Erhöhung der Taktfrequenz, Verbesserungen an der Infrastruktur, die Besetzung sämtlicher Bahnhöfe mit Personal sowie die Einführung von neuem Rollmaterial und der Oyster Card.
Als Teil eines Programms, Vier-Wagen-Züge auf dem Overground-Netz einzuführen, wurde die North London Line vom 20. Februar bis 31. Mai 2010 zwischen den Bahnhöfen Gospel Oak und Stratford geschlossen. Dies war notwendig, um die Installation eines neuen Signalsystems zu ermöglichen, Gleise zu erneuern, einige Bahnhöfe zu sanieren und 30 Bahnsteige zu verlängern. Die Arbeiten dauerten bis Mai 2011 an, was einen reduzierten Betrieb und an Sonntagen die vollständige Schließung zur Folge hatte.
Die East London Line ist seit dem 27. April 2010 Teil des Overground-Netzes. Die Strecke wurde im Norden von Whitechapel über den Kingsland Viaduct nach Dalston Junction verlängert. Vier Wochen später, am 23. Mai 2010, folgten im Süden Verlängerungen nach Crystal Palace und West Croydon, hauptsächlich auf bereits bestehenden Strecken. Bis Dezember 2007 war die East London Line Teil des Netzes von London Underground gewesen und war anschließend fast zweieinhalb Jahre lang wegen Umbauarbeiten geschlossen. Am 28. Februar 2011 kam im Norden eine weitere Verlängerung von Dalston Junction nach Highbury & Islington hinzu. Dadurch besteht eine Verknüpfung mit der North London Line, der Victoria Line und der Northern City Line.
Es gibt eine Reihe von Gründen, weshalb TfL die direkte Kontrolle über diese Eisenbahnstrecken als sinnvoll betrachtete:
- Obwohl das Overground-Netz große Teile von London erschließt, gibt es eine gewisse Konzentration von Strecken im Nordosten der Stadt und von Zügen nach Stratford, was vor allem in Hinblick auf die dort stattfindenden Olympischen Sommerspiele 2012 von Bedeutung war.
- Die Strecken führen durch weniger wohlhabende Gegenden der Stadt und das stark verbesserte Angebot wird als Teil eines Stadtsanierungsprozesses betrachtet.[9]
- Die North London Line und die Bahnstrecke Gospel Oak–Barking galten als abgewirtschaftet und schöpften nicht ihr ganzes Potential aus[10]

Die zweite Ausbauphase der East London Line wurde am 9. Dezember 2012 eröffnet. Sie umfasst eine Verlängerung von Surrey Quays entlang der South London Line nach Clapham Junction. Dadurch entstand eine Ringlinie rund um das Stadtzentrum Londons. Genutzt wird zum Teil eine Bahnstrecke zwischen Surrey Quays und Peckham, die seit 1911 nicht mehr in Betrieb war.
Am 31. Mai 2015 übernahm London Overground die Vorortzüge von Liverpool Street nach Chingford, Enfield Town und Cheshunt, sowie die Pendellinie zwischen Upminster und Romford von Abellio Greater Anglia.
Analog zur Night Tube bei der U-Bahn wurde auch bei London Overground ein Nachtverkehr (Night Overground) eingerichtet. Seit dem 15. Dezember 2016 verkehren die Züge zwischen New Cross Gate und Dalston Junction am Wochenende die ganze Nacht. Ab dem 23. Februar 2018 wurde der Betrieb von Dalston Junction nach Highbury & Islington verlängert.

### Liniennamen
Lange ein Anliegen des Londoner Bürgermeisters Sadiq Khan, gab Transport for London im August 2023 bekannt, den einzelnen Overground-Linien Namen geben zu wollen; analog zu den Underground-Linien. Am 15. Februar 2024 wurden die sechs gewählten Namen bekannt gegeben:
- Lioness Line (Euston – Watford Junction): benannt nach der englischen Fußballnationalmannschaft der Frauen, die “the Lionesses” genannt wird. Im Wembley-Stadion, an dem die Linie vorbei führt, gewannen diese u. a. die Fußball-Europameisterschaft der Frauen 2022.
- Windrush Line (Highbury & Islington – New Cross/Clapham Junction/Crystal Palace/West Croydon): benannt nach der Windrush-Generation, einer Gruppe von britisch-afro-karibischen Einwandern, die ab 1948 aus (ehemals) britischen Kolonien in der Karibik nach Großbritannien einwanderten und viele Stadtteile entlang der Linie prägen und prägten.
- Weaver Line (Liverpool Street – Enfield Town/Cheshunt/Chingford): benannt nach der früher entlang dieser Linien ansässigen Weberei- und Textilindustrie, die durch einwandernde Hugenotten, Iren, Juden und Bangladeshis immer weiter getragen wurde.
- Liberty Line (Romford – Upminster): benannt nach der Royal Liberty of Havering, einem historisch freien Gebiet im heutigen Stadtteil Havering.
- Mildmay Line (Stratford – Richmond/Clapham Junction): benannt nach dem NHS-Krankenhaus Mildmay, welches historisch in Tower Hamlets die ärmliche Bevölkerung East Londons versorgte, und seit den 1980er Jahren ein spezialisiertes HIV/AIDS-Krankenhaus ist.
- Suffragette Line (Gospel Oak – Barking Riverside): benannt nach den britischen Frauenrechtlerinnen, genannt die Suffragetten und speziell der in Barking ansässigen East London Federation of Suffragettes.

## Betreiber
Die London Overground wurde von 2007 bis 2016 im Auftrag von TfL vom privaten Unternehmen London Overground Rail Operations (LOROL) betrieben. LOROL war ein Joint Venture, an dem die MTR Corporation und Arriva je zur Hälfte beteiligt waren. Dem Beispiel folgend, das bereits bei der Docklands Light Railway zur Anwendung gelangt war, hatte TfL eine Ausschreibung für die Betriebsführung durchgeführt. Im Unterschied zu den Franchisen von National Rail legte TfL die Fahrpreise und Fahrpläne fest und beschaffte das Rollmaterial.
An der Ausschreibung beteiligten sich Govia, MTR Laing (Joint Venture von MTR Corporation und Laing Rail), der bisherige Betreiber National Express Group und die Nederlandse Spoorwegen. Im Dezember 2006 gelangten Govia und MTR Laing in die zweite Ausschreibungsrunde und am 19. Juni 2007 gab TfL bekannt, dass MTR Laing den Zuschlag erhalten habe. Der Betriebsvertrag lief sieben Jahre mit einer Option für zwei weitere Jahre. Im Dezember 2007 kündigte die Henderson Group an, dass sie aus dem Eisenbahngeschäft aussteigen werde. Sie verkaufte ihre Tochtergesellschaft Laing Rail im April 2008 für rund 70 Millionen Euro an die Deutsche Bahn. Durch eine weitere Umstrukturierung wurde der Betrieb an deren Tochtergesellschaft Arriva übertragen.
Die Vertragslaufzeit von zunächst sieben Jahren wurde von TfL im Jahr 2013 im Rahmen einer Option um zwei Jahre verlängert.
TfL leitete im Jahr 2014 die Neuausschreibung für den Zeitraum ab 2016 ein. Dabei kam Arriva Rail London zum Zuge, wobei sich Arriva nicht mehr als Teil der Firma London Overground Rail Operations beworben hatte. Der Vertrag hatte eine anfängliche Laufzeit von siebeneinhalb Jahren. Arriva Rail London übernahm den Betrieb am 13. November 2016. TfL verlängerte den Vertrag um zusätzliche zwei Jahre mit einer Laufzeit von 2024 bis 2026.

## Streckennetz

Liniennetz von London Overground (Stand Februar 2024)

Die Strecken der London Overground sind in das unternehmensübergreifende Streckennetz von National Rail eingebunden und erscheinen auch auf dem Liniennetzplan der U-Bahn.
Das Netz umfasst folgende sechs Linien:
| Name             | Linienweg | genutzte Eisenbahnstrecken          | ehemalige Namen                                      |
| ---------------- | --- | ----------------------------------- | ---------------------------------------------------- |
| Windrush Line    | Highbury & Islington – Whitechapel – Surrey Quays – New Cross/ – Clapham Junction/ – Crystal Palace/ – West Croydon             | East London Line, South London Line | East London, South London                            |
| Suffragette Line | Gospel Oak – Blackhorse Road – Barking – Barking Riverside                                                                      | Gospel Oak–Barking                  | Goblin (Spitzname)                                   |
| Mildmay Line     | Stratford – Highbury & Islington – Gospel Oak – Willesden Junction – Richmond/ – Clapham Junction                               | North London Line, West London Line | North London, West London                            |
| Lioness Line     | Euston – Willesden Junction – Wembley Central – Harrow & Wealdstone – Watford Junction                                          | Watford DC Line                     | Watford DC, Harlequin                                |
| Weaver Line      | Liverpool Street – Hackney Downs – Walthamstow Central – Chingford/ – Seven Sisters – Edmonton Green – Enfield Town/ – Cheshunt | Seven Sisters Line, Chingford Line  | Lea Valley Lines, Seven Sisters Line, Chingford Line |
| Liberty Line     | Romford – Upminster | Romford to Upminster Line           |                                                      |

Mit dem Stand Dezember 2023 existiert der folgende Betriebsablauf in der Nebenverkehrszeit an Werktagen:
| Linie       | Takt        | Linienweg                              | Bemerkung                                                                                   |
| ----------- | ----------- | -------------------------------------- | ------------------------------------------------------------------------------------------- |
| Windrush    | 4 Züge/Std. | Dalston Junction – New Cross           |                                                                                             |
| Windrush    | 4 Züge/Std. | Dalston Junction – Clapham Junction    |                                                                                             |
| Windrush    | 4 Züge/Std. | Highbury & Islington – Crystal Palace  | Am Wochenende durchgehender Nacht-Betrieb zwischen Highbury & Islington und New Cross Gate. |
| Windrush    | 4 Züge/Std. | Highbury & Islington – West Croydon    | Am Wochenende durchgehender Nacht-Betrieb zwischen Highbury & Islington und New Cross Gate. |
| Mildmay     | 4 Züge/Std. | Richmond – Stratford                   |                                                                                             |
| Mildmay     | 4 Züge/Std. | Clapham Junction – Stratford           |                                                                                             |
| Lioness     | 4 Züge/Std. | London Euston – Watford Junction       |                                                                                             |
| Suffragette | 4 Züge/Std. | Gospel Oak – Barking                   |                                                                                             |
| Weaver      | 2 Züge/Std. | London Liverpool Street – Enfield Town |                                                                                             |
| Weaver      | 2 Züge/Std. | London Liverpool Street – Cheshunt     |                                                                                             |
| Weaver      | 4 Züge/Std. | London Liverpool Street – Chingford    | diese Züge halten nicht in Cambridge Heath und London Fields                                |
| Liberty     | 2 Züge/Std. | Romford – Upminster                    |                                                                                             |

## Fahrzeuge
Ursprünglich wurden auch Züge der BR-Klassen 150, 313 und 508 eingesetzt. Ab 2017 ersetzten Aventra-Triebzüge die Baureihen 172, 315 und 317.
| Vorhandene Fahrzeuge | Vorhandene Fahrzeuge | Vorhandene Fahrzeuge | Vorhandene Fahrzeuge  | Vorhandene Fahrzeuge | Vorhandene Fahrzeuge | Vorhandene Fahrzeuge | Vorhandene Fahrzeuge |
| Baureihe             | Bild                 | Typ                  | Höchstgeschwindigkeit | Anzahl der Wagen     | Anzahl               | Sitzanordnung        | Baujahre             |
| -------------------- | -------------------- | -------------------- | --------------------- | -------------------- | -------------------- | -------------------- | -------------------- |
| 378/1                |                      | Triebwagen (Elektro) | 120 km/h              | 5                    | 20                   | in Längsrichtung     | 2008–2011            |
| 378/2                |                      | Triebwagen (Elektro) | 120 km/h              | 5                    | 37                   | in Längsrichtung     | 2008–2011            |
| 378/2                |                      |                      |                       |                      |                      |                      |                      |
| 710/1                |                      | Triebwagen (Elektro) | 120 km/h              | 4                    | 30                   | in Längsrichtung     | 2017–2020            |
| 710/2                | Triebwagen (Elektro) | 120 km/h             | 4                     | 18                   | in Längsrichtung     | 2017–2020            |                      |
| 710/2                |                      |                      |                       |                      |                      |                      |                      |
| 710/3                |                      | Triebwagen (Elektro) | 120 km/h              | 5                    | 6                    | in Längsrichtung     | ?                    |
| 710/3                |                      |                      |                       |                      |                      |                      |                      |

## Zukünftige Entwicklung

### Watford DC Line
Pläne, die Bakerloo Line über Harrow & Wealdstone hinaus auf der bestehenden Strecke nach Watford Junction zu verlängern (wie schon von 1917 bis 1982), sind im Prinzip genehmigt worden, doch es wurde kein Zeithorizont festgelegt. Sollte dies so umgesetzt werden, würde die gesamte Strecke zwischen Queen’s Park und Watford Junction an London Underground übertragen. Die Overground-Züge würden in diesem Falle über die Strecke via Primrose Hill geleitet, die zurzeit nicht für den Personenverkehr genutzt wird. Dies würde direkte Züge zwischen Queen’s Park und Stratford ermöglichen. Der Abschnitt in Richtung Euston würde für den Personennahverkehr geschlossen.

### East London Line
Nach einer angedachten Reaktivierung des Personenverkehrs via Primrose Hill könnten die Züge der East London Line bis Willesden Junction geführt werden.

### Gospel Oak – Barking
Nebst Bahnsteigverlängerungen standen in den 2000er Jahren auch Umbauten im Bahnhof Gospel Oak zur Debatte, um die Overground-Züge von Barking über die North London Line (NLL) nach Willesden Junction zu verlängern und dann in den Zuglauf der West London Line nach Clapham Junction zu integrieren. Bisher endet die Strecke aus Barking in Gospel Oak an einem Kopfbahnsteig, direkte Güterzüge zur North London Line umfahren den Bahnhof und münden erst bei Hampstead Heath in die NLL. Auch steht die Verlängerung der Overground zum Bahnhof Dagenham Dock oder gar Rainham zur Diskussion.

### Übernahme weiterer Linien von National Rail
Während der Amtszeit des Verkehrsministers Patrick McLoughlin wurden bis 2016 Pläne erörtert, Bahnlinien in den Bereichen Surrey und Kent auf London Overground zu überführen. Damit hätte TfL die Verantwortung für Zugleistungen außerhalb Londons erlangt. Im Jahr 2016 änderten sich durch die Wahl Sadiq Khans zum Mayor of London und den Regierungsübergang vom Kabinett Cameron II zum Kabinett May I das Machtgefüge zwischen Greater London, dem Umland und der Staatsregierung. Verkehrsminister Chris Grayling führte die unter McLoughlin begonnenen Übergabe-Planungen nicht fort.